# کلیتون استنلی
کلیتون استنلی با نام کامل کِلیتون کِلی آیونا اِستنلی (به انگلیسی: Clayton “Clay” Iona Stanley) یا کلایتون استنلی (متولد ۲۰ ژانویه ۱۹۷۸ در هونولولو، هاوایی آمریکا) کاپیتان سابق، بازیکن فعلی تیم ملی والیبال آمریکا و باشگاه سانتوری است.
استنلی به عنوان یکی از بهترین سرویس زن‌های تاریخ والیبال جهان به‌شمار می‌رود.

## زندگینامه
استنلی فرزند جان استنلی بازیکن سابق والیبال در هونولولو، هاوایی به دنیا آمد، و دارای سه برادر و دو خواهر است. کلیتون فارغ التحصیل از دبیرستان قیصر هونولولو است. او در سال ۱۹۹۷ وارد دانشگاه هاوایی در مانوا شد و در رشته زبان اسپانیایی تحصیلات خود را ادامه داد. استنلی در سال ۱۹۹۹ در دانشگاه کالیفرنیا، لس‌آنجلس به فعالیت‌های ورزشی پرداخت.

## حرفه ای

### تیم ملی
استنلی در سال ۲۰۰۰ به تیم ملی آمریکا دعوت شد و در ابتدای کار مدال نقره قهرمانی نورسکا ۲۰۰۱ را به دست آورد. استنلی در المپیک ۲۰۰۸ پکن ستاره تیم ملی آمریکا بود و با ایالات متحده به مدال طلا دست یافت و در انتها نیز به عنوان با ارزش‌ترین بازیکن و با کسب ۱۱۰ امتیاز به عنوان امتیازآورترین بازیکن و بهترین زننده سرویس المپیک ۲۰۰۸ انتخاب شد. مدال طلا لیگ جهانی ۲۰۰۸، برنز لیگ جهانی ۲۰۰۷، نقره لیگ جهانی ۲۰۱۲ و مدال طلا جام والیبال آمریکا ۲۰۰۷ و مدال نقره جام بزرگ قهرمانان جهان ۲۰۰۵ از دیگر دست آوردهای او در تیم ملی آمریکا است.

## باشگاهی
استنلی سابقه عضویت در باشگاه‌های هاوایی مانوا، دلارس، تسالونیکی، پاناتینایکوس، کارولینا، زنیت کازان، اوال اوفا و نووسیبیرسک را در کارنامه خود دارد و در لیگ قهرمانان اروپا ۲۰۰۴ و ۲۰۰۵ نیز عنوان امتیازآورترین بازیکن مسابقات را به دست آورد.